# Contre-la-montre par équipes de l'Open de Suède Vårgårda 2009
La 2e édition du contre-la-montre par équipes de l'Open de Suède Vårgårda a eu lieu le 31 juillet 2009. Elle fait partie de la Coupe du monde de cyclisme sur route féminine.

## Classements

### Classement final
| Rang | Équipes                     | Cyclistes                   | Temps        | Coupe du monde points |
| ---- | --------------------------- | --------------------------- | ------------ | --------------------- |
| 1    | Cervélo Test Team           | Kristin Armstrong (USA)     | 53 min 16 s  | 35                    |
| 1    | Cervélo Test Team           | Regina Bruins (NED)         | 53 min 16 s  | 35                    |
| 1    | Cervélo Test Team           | Sarah Düster (GER)          | 53 min 16 s  | 35                    |
| 1    | Cervélo Test Team           | Carla Ryan (AUS)            | 53 min 16 s  | 35                    |
| 1    | Cervélo Test Team           | Christiane Soeder (AUT)     | 53 min 16 s  | 35                    |
| 1    | Cervélo Test Team           | Kirsten Wild (NED)          | 53 min 16 s  | 35                    |
| 2    | Columbia-HTC Women          | Ellen van Dijk (NED)        | + 1 min 22 s | 30                    |
| 2    | Columbia-HTC Women          | Kimberly Anderson (GER)     | + 1 min 22 s | 30                    |
| 2    | Columbia-HTC Women          | Chantal Beltman (NED)       | + 1 min 22 s | 30                    |
| 2    | Columbia-HTC Women          | Linda Villumsen (NZL)       | + 1 min 22 s | 30                    |
| 2    | Columbia-HTC Women          | Ina Teutenberg (GER)        | + 1 min 22 s | 30                    |
| 3    | Flexpoint                   | Susanne Ljungskog (SWE)     | + 1 min 24 s | 25                    |
| 3    | Flexpoint                   | Loes Gunnewijk (NED)        | + 1 min 24 s | 25                    |
| 3    | Flexpoint                   | Mirjam Melchers (NED)       | + 1 min 24 s | 25                    |
| 3    | Flexpoint                   | Iris Slappendel (NED)       | + 1 min 24 s | 25                    |
| 4    | Nürnberger Versicherung     | Nürnberger Versicherung     | + 1 min 25 s | 20                    |
| 5    | DSB Bank - Nederland Bloeit | DSB Bank - Nederland Bloeit | + 2 min 52 s | 16                    |
| 6    | Bigla                       | Bigla                       | + 2 min 57 s | 15                    |
| 7    | Red Sun                     | Red Sun                     | + 3 min 50 s | 14                    |
| 8    | Leontien.nl                 | Leontien.nl                 | + 4 min 17 s | 13                    |
| 9    | Suède                       | Suède                       | + 4 min 35 s | 12                    |
| 10   | Ukraine                     | Ukraine                     | + 4 min 59 s | 11                    |